# Plainville (Eure)
Plainville település Franciaországban, Eure megyében. Lakosainak száma 206 fő (2022. január 1.). Plainville Caorches-Saint-Nicolas, Capelle-les-Grands, Saint-Vincent-du-Boulay, Saint-Martin-du-Tilleul és Saint-Victor-de-Chrétienville községekkel határos.

## Népesség
A település népességének változása:
| Lakosok száma | 146  | 166  | 171  | 185  | 189  | 191  | 195  | 205  | 205  | 206  |
|               | 1968 | 1982 | 1990 | 2006 | 2013 | 2015 | 2017 | 2019 | 2020 | 2022 |